# George Young (dirigente di football americano)
George Bernard Young (Baltimora, 22 settembre 1930 – Baltimora, 9 dicembre 2001) è stato un allenatore di football americano e dirigente sportivo statunitense nella National Football League. Nel 2020 è stato inserito nella Pro Football Hall of Fame.

## Carriera

### Prima dei Giants
Prima di unirsi ai New York Giants, Young fu nello staff dei Baltimore Colts (1968–1974), detenendo le posizioni di osservatore, allenatore della offensive line, direttore del personale dei giocatori e coordinatore offensivo e dei Miami Dolphins (1975–1978), come direttore del personale.

### New York Giants
I Giants non raggiungevano i playoff da 15 anni quando Young fu assunto nel 1979. Wellington Mara aveva gestito la maggior parte delle operazioni della franchigia sin dal suo arrivo nel 1937, molto prima di ereditare la squadra dal padre, il fondatore Tim Mara, nel 1958. Si persuase a lasciare il controllo di alcune operazioni al direttore Andy Robustelli nel 1974, ma aveva ancora la parola finale sulle decisioni del campo.
Dopo il fatto passato alla storia come Miracle at the Meadowlands nel 1978, in cui una vittoria ormai certa dei Giants si tramutò in una sconfitta contro i Philadelphia Eagles su un fumble all'ultimo secondo, alla fine Mara si decise sulla necessità di modernizzare. Chiese così al Commissioner Pete Rozelle di raccomandargli un nuovo capo delle operazioni. Rozelle consigliò Young, che avrebbe accettato solo se gli fosse stato concesso il controllo totale delle operazioni riguardanti il football. Mara acconsentì.
Nel ricostruire i Giants Young pose particolare enfasi sulle scelte del draft. Dal suo primo draft nel 1979 fino al 1995, 119 giocatori entrarono nel roster della squadra. Tra le sue migliori scelte vi furono Phil Simms, Lawrence Taylor, Joe Morris e Carl Banks, oltre ad avere scelto Bill Parcells come capo-allenatore.

### Successo
Durante la permanenza di Young, i Giants si qualificarono otto volte per i playoff, vincendo due Super Bowl, il XXI e il XXV, con un record di 155-139-2. Fu nominato dirigente dell'anno un numero record di cinque volte: nel 1984, 1986, 1990, 1993 e 1997.

### Declino
Malgrado i successi di Young e del capo del personale Tom Boisture negli anni ottanta, nel decennio successivo la squadra non riuscì a ripetersi. Uno dei primi errori fu la scelta del sostituto di Parcells nel 1991. La scelta di Ray Handley non ebbe successo, vincendo 14 gare in due stagioni. Young, contrario al nuovo meccanismo dei free agent, sembrò perdere il suo tocco nel 1992, faticando ad adattarsi al nuovo sistema, assieme all'introduzione del salary cap nel 1994. Come risultato, firmò diversi giocatori super-valutandoli e perdendo il nucleo dei giocatori che avevano portato al successo il club, passati ad altre squadre.
Inoltre, la magia nel draft di Young sembrò sparire. Nel periodo 1991-1996, i Giants scelsero per sei anni consecutivi giocatori nel primo giro che diedero uno scarso contributo, anche se le scelte dei giri successivi furono talvolta azzeccate, come il defensive tackle Keith Hamilton, il defensive end Michael Strahan, il cornerback Phillippi Sparks, il linebacker Jessie Armstead, il cornerback Jason Sehorn, il fullback Charles Way, il wide receiver Amani Toomer e il running back Tiki Barber. Young si ritirò dopo la stagione 1997, cedendo il posto al suo assistente Ernie Accorsi.

## Palmarès
- Super Bowl : 3

Baltimore Colts: V (come assistente allenatore)
New York Giants: XXI, XXV (come general manager)
- Dirigente dell'anno: 5

1984, 1986, 1990, 1993, 1997
- Pro Football Hall of Fame (Classe del 2020)